# John Searle
John Searle, född 31 juli 1932 i Denver, Colorado, är en amerikansk filosof. 
Searle är känd för sina bidrag till språkfilosofi och medvetandefilosofi. Hans främsta insatser rör inom språkfilosofin utvecklingen av J.L. Austins teori för talakter, och inom medvetandefilosofi är han känd för forskning inom artificiell intelligens med det kinesiska rummet som ett berömt exempel. Han har också skrivit mycket om den sociala verkligheten, den delen av verkligheten som i större eller mindre grad är uppbyggd av sociala konstruktioner. Searle var också på 1960-talet den första professorn att delta i Free Speech Movement vid UC Berkeley. 
På 1970-talet avvisade Searle Jacques Derridas kritik av J.L. Austins resonemang kring talhandlingar. Ordbytet mellan Searle och Derrida var emellanåt oförsonligt.
Searle var professor emeritus i filosofi vid University of California, Berkeley till 2019, då hans emeritus-status drogs tillbaka efter att det framkommit att Searle haft sexuella förhållanden med studenter i utbyte mot bland annat akademiska fördelar.